# Bulbophyllum longipetiolatum
Bulbophyllum longipetiolatum là một loài phong lan thuộc chi Bulbophyllum.